# Harry Brown (Film)
Harry Brown ist ein britisches Krimi-Drama aus dem Jahr 2009. Das Spielfilmdebüt des Regisseurs Daniel Barber ist nach der von Michael Caine dargestellten Hauptfigur benannt. 
In der Geschichte gerät Brown, ein Witwer und Nordirland-Veteran, in den Dunstkreis der Jugend- und Drogenkriminalität eines Problemviertels in Süd-London. Nach dem gewaltvollen Tod seines Freundes Leonard Attwell übt der Rentner Selbstjustiz und verfolgt die Mörder seines Freundes.

## Handlung
Der Film beginnt mit einem Gang-Aufnahmeritual, bei der ein junger Mann aus einer Plattenbausiedlung in Süd-London zur Einnahme von Drogen und dem Umgang mit einer Waffe angestachelt wird. Zusammen mit einem Komplizen auf einem Motorrad fahrend schießt er auf eine junge Mutter und tötet sie letztlich. Auf der Flucht wird er dann von einem LKW erfasst und getötet. Die ganze Szene wurde mit einer Handykamera aus Sicht der Täter gefilmt.
Harry Brown, ein ehemaliges Mitglied der Royal Marines und Nordirland-Veteran, versucht, sich aus seiner gewalttätigen Nachbarschaft herauszuhalten. Er besucht seine Frau, die im Krankenhaus im Koma liegt, und verbringt den Rest seiner Tage in einem Pub und spielt Schach mit seinem besten Freund Leonard. Die beiden Freunde beobachten, wie Sid, der Wirt, sein Einkommen mit Schmiergeldern der Drogenhändler Kenny und Stretch aufbessert.
Mitten in der Nacht wird Harry durch einen Anruf davon informiert, dass seine Frau im Sterben liege. Anstatt den kürzesten Weg zum Krankenhaus durch eine Unterführung nehmen zu können, muss Harry einen Umweg nehmen, weil die Unterführung von jugendlichen Gangmitgliedern besetzt wird. Harry kommt zu spät ins Krankenhaus und findet anstatt seiner Frau nur noch ein leeres Bett vor.
Nach der Beerdigung vertraut Leonard Harry an, dass er von Jugendlichen schikaniert wird und zeigt ihm ein altes Bajonett, das er bei sich trägt, um sich verteidigen zu können. Harry will seinen Freund zur Vernunft bringen und mit ihm zur Polizei gehen. Der will davon nichts wissen, sagt, dass er schon bei der Polizei war und diese ihm nicht helfen wolle oder könne. Später an diesem Tag erwacht Leonard in seiner Wohnung vom Rauch eines Feuers. Irgendjemand hatte etwas Brennendes durch seinen Briefschlitz geschoben.
Am nächsten Tag erhält Harry Besuch von den Polizisten Frampton und Hicock, die ihm mitteilen, dass Leonard in der Nacht ermordet wurde. Im Zuge der Ermittlungen werden die Mitglieder einer lokalen Gang einschließlich ihres Anführers Noel Winters verhaftet. Im Verhör verweigern die Verdächtigen die Aussage und werden wieder auf freien Fuß gesetzt.
Nach Leonards Beerdigung betrinkt sich Harry in Sids Pub und wird auf dem Heimweg von einem Junkie aus Noels Gang überfallen. Als Harry das Messer des Angreifers sieht, erinnerter er sich an seine militärische Ausbildung, richtet das Messer des Angreifers gegen diesen und tötet ihn im Handgemenge.
Die Polizistin Frampton sucht Harry am nächsten Morgen erneut auf. Sie informiert ihn darüber, dass die Täter wahrscheinlich geringer belangt werden und nur mit einer Anklage wegen Totschlag im Zuge der Selbstverteidigung rechnen müssen, da Leonard mit seinem eigenen Bajonett getötet wurde.
Zu diesem Zeitpunkt beschließt Harry, das Recht in die eigenen Hände zu nehmen. Er folgt dem Drogenhändler Kenny von Sids Pub zu einer heruntergekommenen Fabrikhalle, um sich eine Pistole zu beschaffen. Im Inneren des Verstecks der Dealer sieht Harry eine Cannabisplantage und ein missbrauchtes Mädchen, das auf dem Sofa unter einer Überdosis Drogen leidet, während im Hintergrund ein Film läuft, der den Missbrauch des Mädchens durch Stretch zeigt. Schockiert bittet Harry Stretch, einen Krankenwagen für das Mädchen zu rufen. Provoziert droht Stretch Harry und schießt ungezielt durch den Raum. Harry tötet die beiden Dealer, bevor er eine Tasche mit Handfeuerwaffen und Geld an sich nimmt und das Versteck niederbrennt. Dann bringt er das Mädchen in ein Krankenhaus, wo er sie mit 1000 Pfund zurücklässt, den Großteil des Geldes spendet er jedoch einer Kirche.
Während seiner Beobachtung von Noels Gang tötet Harry einen weiteren Drogenhändler und entführt ein Mitglied der Gang, Marky. Er foltert Marky und nimmt ihm einen Handyfilm über den Mord an seinem Freund Leonard ab. Dieser beweist den mitleidlosen Mord der Gangmitglieder. Dann nutzt Harry Marky als Köder, um an Noel und den zweiten Haupttäter des Mordes heranzukommen. In einer Schießerei werden Marky und der zweite Haupttäter erschossen, während Noel die Flucht gelingt. Bei der Verfolgung des Flüchtigen bricht Harry wegen eines Lungenemphysems zusammen und wird in ein Krankenhaus gebracht.
Überzeugt davon, dass die jüngsten Morde Teil eines Bandenkriegs sind, ordnet Polizeidirektor Childs eine Großrazzia an und übergeht damit den Verdacht von Detektiv Frampton, nach deren Meinung Harry Brown der Hauptverdächtige der vorangegangenen Morde ist. Das Einrücken der Polizei in die Problemviertel führen zu einer massiven Gegenreaktion der Anwohner, die in einem Aufstand gipfelt.
Harry flieht aus dem Krankenhaus und macht sich im Chaos der Aufstände auf die Suche nach Noel. Als Frampton und Hicock von Harrys Verschwinden aus dem Krankenhaus hören, machen sie sich auf den Weg ins Unruhezentrum, um Harry aufzuhalten. Es kommt zu einem Autounfall, bei dem die Beamten verletzt werden. Harry hilft ihnen, sich in Sids Pub zurückzuziehen, und erfährt von Frampton, dass Sid der Onkel von Noel ist. Als Harry Sid zur Rede stellen will, entdeckt er Noel, aber aufgrund seines Lungenemphysems gelingt es Harry nicht mehr, den Mörder seines Freundes zu stellen. Sid entwaffnet ihn und schlägt ihn zusammen.
Detective Frampton fordert gerade Verstärkung an, als Noel und sein Onkel Sid mit Harry wieder im Schankraum auftauchen. Sid erstickt Detective Hicock, und Noel beginnt, Detective Frampton zu erwürgen, als Harry seine verbliebenen Kräfte mobilisieren kann und Noel erschießt. Als Sid daraufhin droht, Harry zu erschießen, wird er von der angeforderten Polizeiverstärkung niedergeschossen.
Nach der Niederschlagung des Aufstands zeichnet der Polizeidirektor Childs die Polizisten Frampton und den verstorbenen Hicock für ihre Arbeit aus. Auf eine Nachfrage der Presse bestreitet er jede Beteiligung oder das Vorhandensein einer Bürgerwehr oder Selbstjustiz in den gesamten Ermittlungen. Die letzte Szene zeigt Harry, der bewusst die Abkürzung durch die leere Fußgängerunterführung nimmt.

## Hintergrund
Harry Brown wurde auf dem Toronto International Film Festival 2009 uraufgeführt.
Der Film wurde hauptsächlich in Heygate Estate, einer ehemaligen Plattenbausiedlung im Londoner Stadtteil Walworth gefilmt, die im Zeitraum von 2011 bis 2014 abgerissen wurde.

## Rezeption

### Kritiken
„Als provokanter Großstadtwestern inmitten urbaner Tristesse macht das Spielfilmdebüt von Daniel Barber (ergänzt durch Interviews) eine ernüchternde Momentaufnahme der herrschenden sozialen Zustände auf der Insel – schonungslos und ohne Schwarz-Weiß-Malerei.
Fazit: Erschütternde Studie von Gewalt und Gegengewalt.“

„Langfilm-Debütant Daniel Barber inszenierte seinen harten Mix aus Selbstjustiz-Thriller und Drama in der Tradition von Werken wie Ein Mann sieht rot oder Gran Torino. Angesiedelt in einem sozialen Problemviertel, in dem die Bevölkerung unter den Schikanen und der Gewaltbereitschaft krimineller Jugendbanden zu leiden hat, fand Barber in Michael Caine die Idealbesetzung für die Rolle des alten Marine-Kämpfers, der sich nicht mehr mit den Zuständen in seinem Viertel abfinden will. Wie sich Caine vom schon etwas zittrigen Schachliebhaber zum gnadenlosen Einzelkämpfer verwandelt, ist zwar etwas weit hergeholt, doch einmal mehr weiß der Charakterdarsteller zu überzeugen. Da stört es auch nicht weiter, wenn das Finale etwas unwahrscheinlich daher kommt.“

„Die dem hervorragenden Hauptdarsteller auf den Leib geschriebene Geschichte erzählt eine gängige Rächer-Story, nutzt aber das Genre, um den Kollaps der Sozialstrukturen Londons, den Verfall von Nachbarschaften, zunehmende Straßengewalt und Alterseinsamkeit zu reflektieren.“

### Auszeichnungen
Michael Caine wurde 2010 für den Empire Award als bester Darsteller nominiert; es gewann Christoph Waltz für Inglourious Basterds.